# ヴェニアミン・カヴェーリン

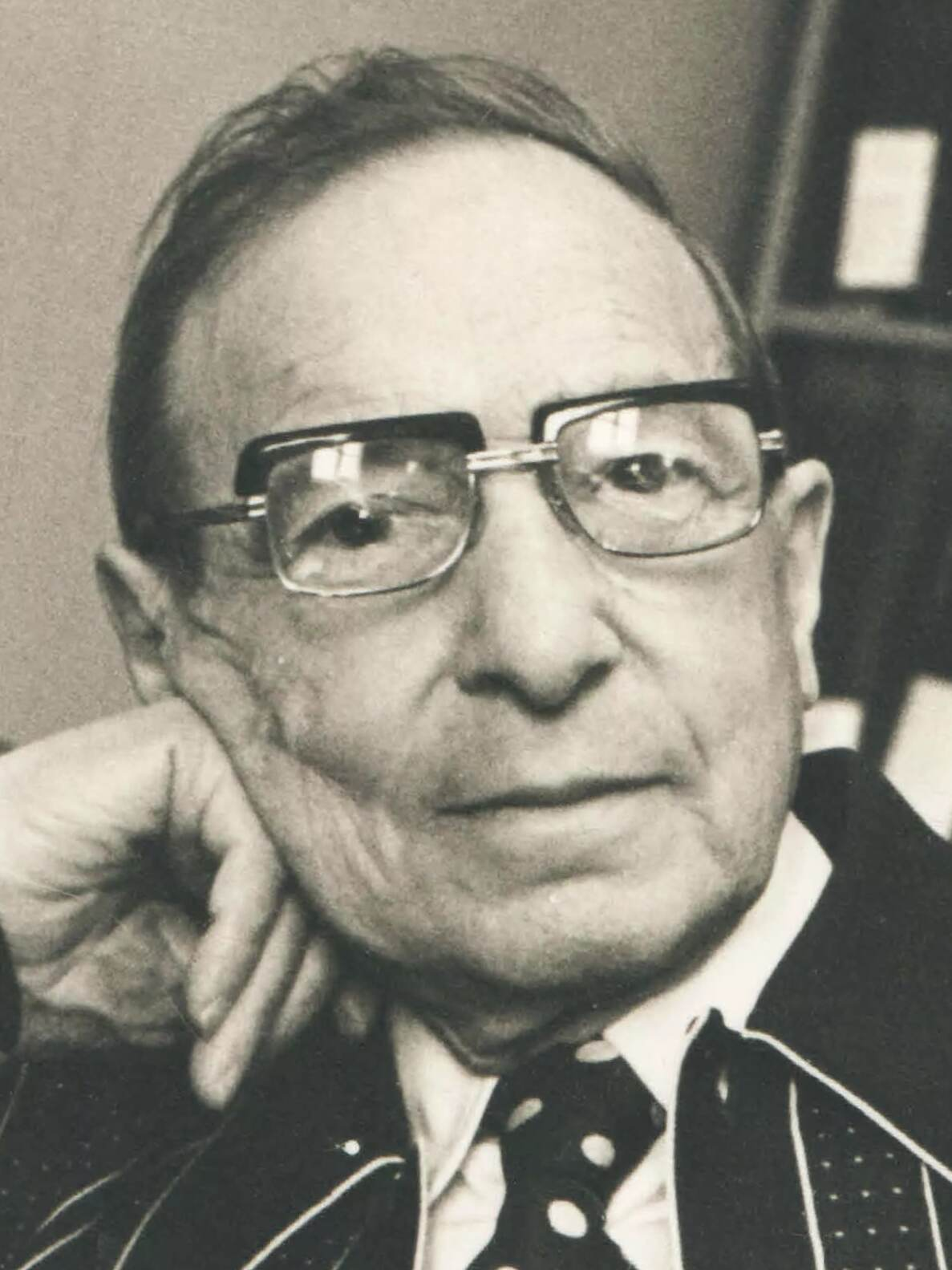
1970

ヴェニアミン・アレクサンドロヴィチ・カヴェーリン（Вениами́н Алекса́ндрович Каве́рин、ラテン翻字例：Veniamin Aleksandrovich Kaverin、1902年4月19日〈旧暦4月6日〉 - 1989年5月2日）はソ連（ロシア）の小説家。
本名はヴェニアミン・アレクサンドロヴィチ・ジーリベル（Зильбер）。プスコフ生まれ。両親は音楽家であった（父は軍楽隊に勤め、母は貸しピアノ屋を経営）。母および兄のレフは文学を好み、その影響で自身も若くして文学の道を志す。十代の半ば以降、ユーリイ・トゥイニャーノフ（兄の級友であった。後に姉レーナの夫にもなる）に指導を受けた。
16歳の時、兄に連れられてモスクワに上京。モスクワ大学に入学。モスクワの文士たちと交流を持った（この時期の知己にはアンドレイ・ベールイなどがいる）が、詩作では芽が出ず、筆を折る。一旦は学問に専念すべく1920年、ペトログラード大学に転校。文学部で文学史を専攻。同時に東洋語大学にも入学してアラビア語を学んだ。
その一方で、非ユークリッド幾何学の考え方にヒントを得た幻想的短編「第十一の定理」を新人向けのコンクールに応募し、三位に入賞。文壇から有望な新人として認められる。ミハイル・ゾーシチェンコ、ミハイル・スロニムスキー、コンスタンチン・フェージンら若手作家と知り合い、「セラピオン兄弟」という文学グループを結成した。
1923年、最初の本『師匠たちと弟子たち』（«Мастера и подмастерья»）を刊行。このファンタジーの連作短編集はマクシム・ゴーリキーの好意的な評価を得た。しかしソビエトの体制の下で幻想小説を書き続けることは困難であり、表向きは社会主義リアリズムの方向に転進し、主としてソビエトの現代史を描いた。その分野での代表作に『二人の船長』（1938-44, 未訳）などがある。1960年代にはブルガーコフの再評価、ソルジェニーツィンの擁護をするなどソビエト文学の民主化に力を入れた。1940年代以降では児童文学の著作もある。
1989年、モスクワで没。

## 作品リスト
本節では、日本語訳された物のみを挙げた。
- Мастера и подмастерья, 1923
  - 『師匠たちと弟子たち』沼野充義訳、月刊ペン社、1981年
- Ночной Сторож, или Семь Занимательных историй, рассказанных в городе Немухине в тысяча девятьсот неизвестном году, 1982
  - 『地図にない町で - チズニナイ市奇談』小宮山俊平訳、理論社、1985年
- Верлиока, 1982
  - 『ヴェルリオーカ』田辺佐保子訳、群像社、1991年

## 参考資料
- 「SFマガジン1998年8月号（506号）」収録「戦後のロシア・ソヴィエトSF翻訳事情」（天野護堂）
- 『地図にない町で』巻末「あとがき - 作者についてのノート」（小宮山俊平）
- 『師匠たちと弟子たち』巻末解説「夢に見られて - ヴェニアミン・カヴェーリンの生涯と作品」（道吉昭治）